# Audio Video Interleave
Audio Video Interleave (sigla: AVI) é um formato encapsulador de áudio e vídeo criado pela Microsoft cuja extensão oficial é .avi. É um dos formatos mais populares no mundo, nativamente reconhecido pela maioria das versões do Windows e por todos os leitores de DVD que são compatíveis com o codec DivX.
AVI é uma forma de associação de entrelace de áudio e vídeo, cada um deles em suas respectivas proporções e particularidades. É um espaço em que se guarda informação. O AVI pode conter uma faixa de vídeo codificada em um codec qualquer e na mesma faixa é possível associar um áudio em MP3.